# Çamoluk, İznik
Çamoluk là một xã thuộc huyện İznik, tỉnh Bursa, Thổ Nhĩ Kỳ. Dân số thời điểm năm 2011 là 110 người.